# Hibana turquinensis
Hibana turquinensis là một loài nhện trong họ Anyphaenidae.
Loài này thuộc chi Hibana. Hibana turquinensis được Elizabeth Bangs Bryant miêu tả năm 1940.